# Safari (1940)
Safari is een Amerikaanse avonturenfilm uit 1940, geregisseerd door Edward H. Griffith, met hoofdrollen voor Douglas Fairbanks jr., Madeleine Carroll en Tullio Carminati. De film werd uitgebracht door Paramount Pictures en heeft een speelduur van ongeveer 80 minuten.

## Verhaal
De rijke baron De Courtland reist naar Oost-Afrika voor een jachtsafari, samen met zijn verloofde Linda Stewart. Ze huren gids Jim Logan in om hen door de wildernis te leiden. Tijdens de safari ontstaat er romantische spanning tussen Linda en Jim, wat leidt tot jaloezie en conflicten met de baron. De verhaallijn draait om liefde, eer en de confrontatie tussen beschaving en de ruige natuur.

## Rolverdeling
| Acteur                | Personage          |
| --------------------- | ------------------ |
| Douglas Fairbanks jr. | Jim Logan          |
| Madeleine Carroll     | Linda Stewart      |
| Tullio Carminati      | Baron De Courtland |
| Muriel Angelus        | Fay Thorne         |
| Lynne Overman         | Jock McPhail       |